# Canton de Pontarlier
Le canton de Pontarlier est une circonscription électorale française située dans le département du Doubs et la région Bourgogne-Franche-Comté. À la suite du redécoupage cantonal de 2014, les limites territoriales du canton sont remaniées. Le nombre de communes du canton passe de 24 à 10.

## Histoire
Le canton de Pontarlier a été créé en 1790.
Un nouveau découpage territorial du Doubs (département) entre en vigueur à l'occasion des élections départementales de mars 2015, défini par le décret du 25 février 2014, en application des lois du 17 mai 2013 (loi organique 2013-402 et loi 2013-403). Les conseillers départementaux sont, à compter de ces élections, élus au scrutin majoritaire binominal mixte. Les électeurs de chaque canton élisent au Conseil départemental, nouvelle appellation du Conseil général, deux membres de sexe différent, qui se présentent en binôme de candidats. Les conseillers départementaux sont élus pour 6 ans au scrutin binominal majoritaire à deux tours, l'accès au second tour nécessitant 12,5 % des inscrits au 1er tour. En outre la totalité des conseillers départementaux est renouvelée. Ce nouveau mode de scrutin nécessite un redécoupage des cantons dont le nombre est divisé par deux avec arrondi à l'unité impaire supérieure si ce nombre n'est pas entier impair, assorti de conditions de seuils minimaux. Dans le Doubs, le nombre de cantons passe ainsi de 35 à 19. Le nombre de communes du canton de Pontarlier passe de 24 à 10.
Le nouveau canton de Pontarlier est formé de communes de l'ancien canton de Pontarlier (10 communes), à savoir les communes de la Communauté de communes du Larmont. Le canton est entièrement inclus dans l'arrondissement de Pontarlier. Le bureau centralisateur est situé à Pontarlier.

## Représentation

### Conseillers généraux de 1833 à 2015
| Période | Période                        | Identité                                    | Étiquette                       | Qualité |
| ------- | ------------------------------ | ------------------------------------------- | ------------------------------- | --- |
| 1833    | 1839                           | Aimé Vandel                                 |                                 | Maître de forges à Pontarlier |
| 1839    | 1842                           | Jean-Pierre Patel                           |                                 | Juge de paix à Pontarlier, conseiller d'arrondissement |
| 1842    | 1844 (décès)                   | Etienne-François-Benoît Monnier (1796-1844) |                                 | Avoué près du Tribunal de Première Instance Maire de Pontarlier (1837-1844) |
| 1844    | 1845                           | Victor-Joseph Loiseau                       |                                 | Notaire, juge de paix à Pontarlier, ancien conseiller d'arrondissement |
| 1845    | 1848                           | Auguste Demesmay                            | Droite Majorité dynastique      | Négociant à Besançon Député (1842-1853) |
| 1848    | 1867                           | Victor-Léopold-Nicolas Grillon              |                                 | Avocat puis Président du Tribunal de Vesoul (Haute-Saône), conseiller d'arrondissement |
| 1867    | 1870                           | Jacques Séraphin Lanquetin                  | Bonapartiste                    | Négociant en vins Président du Conseil Municipal de Paris Député de la Seine(1852-1857) |
| 1870    | 1871                           | François-Alexis-Emile Reverchon             |                                 | Avocat à la Cour de Paris |
| 1871    | 1877                           | Gustave Colin                               | Centre gauche                   | Ancien juge de paix Député du Doubs (1876-1880) |
| 1877    | 1883 (décès)                   | Louis-Irénée Girod                          | Républicain                     | Architecte à Pontarlier |
| 1883    | 1887 (décès)                   | Joseph César Pillod                         | Républicain                     | Ancien notaire, hôtelier Maire de Pontarlier (1882-1887) |
| 1887    | 1898                           | Félix Augustin Pillod                       | Républicain                     | Ancien notaire à Pontarlier |
| 1898    | 1907                           | Emile Adolphe Paquette                      | Républicain                     | Distillateur Maire de Pontarlier (1901-1904) |
| 1907    | 1919                           | Charles-Emile Magnin                        | Rad.                            | Maire de Pontarlier (1900-1901 et 1904-1912) |
| 1919    | 1935 (décès)                   | Eugène Chopard                              | Démocrate indépendant puis Rad. | Médecin à Pontarlier |
| 1936    | 1940                           | Paul Charlin                                | Rad.                            | Médecin à Jougne |
|         |                                |                                             |                                 | |
| 1945    | 1949                           | Albert Besançon                             | DVD-RPF                         | Négociant en tissus Maire de Pontarlier (1947-1949), ancien conseiller d'arrondissement |
| 1949    | 1967                           | Jacques Henriet                             | CNIP puis RI                    | Docteur en médecine, chirurgien à l'hôpital de Pontarlier Conseiller municipal de Pontarlier Sénateur (1959-1980) |
| 1967    | 1979                           | Edgar Faure                                 | UDR                             | Député du Doubs (1967-1980) - Sénateur du Doubs (1980-1988) Maire de Pontarlier (1971-1977) Président du Conseil régional (1974-1981 et 1982-1988) Secrétaire d'État, ministre, président du Conseil (de 1949 à 1973) Ancien conseiller général du Canton de Villers-Farlay (Jura) (1949-1967) |
| 1979    | 1999 (démissionnaire d'office) | André Cuinet                                | UDF-PR puis DL                  | Commerçant Maire de Doubs (1977-1995) Maire de Pontarlier (1995-1999) |
| 2000    | 2004                           | Claude Dussouillez                          | RPR                             | Chef d'entreprise Maire de Bannans |
| 2004    | 2015                           | Christian Bouday,                           | DVG                             | Chef d'entreprise Maire de La Rivière-Drugeon de 2001 à 2008 |

### Conseillers d'arrondissement (de 1833 à 1940)
Le canton de Pontarlier avait deux conseillers d'arrondissement .
| Période                                  | Période | Identité                          | Étiquette                    | Qualité |
| ---------------------------------------- | ------- | --------------------------------- | ---------------------------- | --- |
| 1833                                     | 1848    | Victor Joseph Loiseau (1776-1852) |                              | Notaire à Pontarlier                                                                                        |
| 1833                                     | 1839    | Jean Pierre Patel                 |                              | Juge de paix à Pontarlier                                                                                   |
| 1839                                     | 1848    | Victor Léopold Nicolas Grillon    |                              | Avocat, juge suppléant, commandant de la Garde Nationale à Pontarlier                                       |
|                                          |         |                                   |                              | |
| 1867                                     | ap.1893 | Alphonse Houdart (1827-1918)      |                              | Médecin, adjoint au maire de Pontarlier, Président du Conseil d'arrondissement                              |
|                                          |         |                                   |                              | |
| 1919                                     | 1924    | Jules Faivre                      | Rad.                         | Représentant de commerce à Pontarlier                                                                       |
| 1919                                     | 1934    | Eugène Coulot                     | Rad.                         | Propriétaire à Pontarlier                                                                                   |
| 1924                                     | 1934    | Henri Pourchet                    | RG puis Rad.                 | Cultivateur à Pontarlier                                                                                    |
| 1934                                     | 1940    | Jules Bourriot                    | Union nationale républicaine | Cultivateur, maire de Montperreux                                                                           |
| 1934                                     | 1940    | Albert Besançon                   | Union nationale républicaine | Négociant en tissus à Pontarlier                                                                            |
| 1940                                     |         |                                   |                              | Les conseils d'arrondissement ont été suspendus par la loi du 12 octobre 1940 et n'ont jamais été réactivés |
| Les données manquantes sont à compléter. |         |                                   |                              | |

### Représentation après 2015
| Période élective | Période élective | Mandat | Mandat   | Identité         | Nuance | Nuance | Qualité |
| ---------------- | ---------------- | ------ | -------- | ---------------- | ------ | ------ | --- |
| 2015             | 2021             | 2015   | 2021     | Florence Rogeboz |        | DVD    | Secrétaire commerciale, première adjointe au maire de Doubs jusqu'en 2020, conseillère municipale (opposition) depuis 2020 9e vice-présidente, chargée des Ressources humaines, des bâtiments et des moyens généraux                             |
| 2015             | 2021             | 2015   | 2021     | Pierre Simon     |        | LREM   | Chargé d'études, conseiller municipal de Pontarlier jusqu'en 2020 11e vice-président chargé de l’insertion et du tourisme |
| 2021             | 2028             | 2021   | en cours | Florence Rogeboz |        | DVD    | Conseillère sortante |
| 2021             | 2028             | 2021   | en cours | Romuald Vivot    |        | LR     | Fonctionnaire hospitalier, Conseiller Municipal Délégué à la transition numérique, de la citoyenneté et de la vie interne de la collectivité à la Ville de Pontarlier, Conseiller Départemental Délégué à la Modernisation de l'Action Publique. |

### Résultats détaillés

#### Élections de mars 2015
À l'issue du 1er tour des élections départementales de 2015, deux binômes sont en ballottage : Florence Rogeboz et Pierre Simon (Union de la Droite, 38,9 %) et Cyril Gagneur et Eliane Lechine (FN, 25,14 %). Le taux de participation est de 48,4 % (8 883 votants sur 18 352 inscrits) contre 52,68 % au niveau départemental et 50,17 % au niveau national.
Au second tour, Florence Rogeboz et Pierre Simon (Union de la Droite) sont élus avec 72,29 % des suffrages exprimés et un taux de participation de 46,04 % (5 365 voix pour 8 443 votants et 18 340 inscrits).
Le FN accède pour la première fois au second tour sur le secteur pontissalien dans le cadre d'une élection cantonale ou départementale. Son binôme se distingue pour n'avoir diffusé aucun tract, mené aucune réunion publique et présenté aucun projet local.
Pierre Simon a quitté l'UDI et adhéré à LREM.

#### Élections de juin 2021
Le premier tour des élections départementales de 2021 est marqué par un très faible taux de participation (33,26 % au niveau national). Dans le canton de Pontarlier, ce taux de participation est de 28,02 % (5 173 votants sur 18 460 inscrits) contre 34,1 % au niveau départemental. À l'issue de ce premier tour, deux binômes sont en ballottage : Florence Rogeboz et Romuald Vivot (Union à droite, 33,28 %) et Karine Grosjean et Xavier Moyse (Union à gauche avec des écologistes, 26,46 %).
Le second tour des élections est marqué une nouvelle fois par une abstention massive équivalente au premier tour. Les taux de participation sont de 34,3 % au niveau national, 35,83 % dans le département et 29,55 % dans le canton de Pontarlier. Florence Rogeboz et Romuald Vivot (Union à droite) sont élus avec 59,29 % des suffrages exprimés (2 962 voix pour 5 456 votants et 18 465 inscrits),,. 

## Composition

### Composition avant 2015
Ce canton était composé de vingt-quatre communes.
| Nom                    | Code Insee | Codepostal | Superficie (km2) | Population (dernière pop. légale) | Densité (hab./km2) |
| ---------------------- | ---------- | ---------- | ---------------- | --------------------------------- | ------------------ |
| Pontarlier (chef-lieu) | 25462      | 25300      | 41,35            | 17 631 (2012)                     | 426                |
| Bannans                | 25041      | 25560      | 11,56            | 324 (2012)                        | 28                 |
| Bouverans              | 25085      | 25560      | 18,17            | 357 (2012)                        | 20                 |
| Chaffois               | 25110      | 25300      | 16,25            | 917 (2012)                        | 56                 |
| La Cluse-et-Mijoux     | 25157      | 25300      | 22,50            | 1 241 (2012)                      | 55                 |
| Dommartin              | 25201      | 25300      | 6,39             | 632 (2012)                        | 99                 |
| Doubs                  | 25204      | 25300      | 8,94             | 2 666 (2012)                      | 298                |
| Les Fourgs             | 25254      | 25300      | 27,99            | 1 267 (2012)                      | 45                 |
| Granges-Narboz         | 25293      | 25300      | 16,22            | 1 018 (2012)                      | 63                 |
| Les Grangettes         | 25295      | 25160      | 5,38             | 268 (2012)                        | 50                 |
| Les Hôpitaux-Neufs     | 25307      | 25370      | 6,56             | 787 (2012)                        | 120                |
| Les Hôpitaux-Vieux     | 25308      | 25370      | 14,21            | 392 (2012)                        | 28                 |
| Houtaud                | 25309      | 25300      | 7,89             | 1 030 (2012)                      | 131                |
| Malbuisson             | 25361      | 25160      | 6,60             | 757 (2012)                        | 115                |
| Malpas                 | 25362      | 25160      | 5,78             | 248 (2012)                        | 43                 |
| Montperreux            | 25405      | 25160      | 11,61            | 770 (2012)                        | 66                 |
| Oye-et-Pallet          | 25442      | 25160      | 10,45            | 715 (2012)                        | 68                 |
| La Planée              | 25459      | 25160      | 13,00            | 247 (2012)                        | 19                 |
| La Rivière-Drugeon     | 25493      | 25560      | 19,16            | 862 (2012)                        | 45                 |
| Sainte-Colombe         | 25515      | 25300      | 10,49            | 361 (2012)                        | 34                 |
| Saint-Point-Lac        | 25525      | 25160      | 4,52             | 265 (2012)                        | 59                 |
| Touillon-et-Loutelet   | 25565      | 25370      | 4,72             | 234 (2012)                        | 50                 |
| Verrières-de-Joux      | 25609      | 25300      | 10,15            | 414 (2012)                        | 41                 |
| Vuillecin              | 25634      | 25300      | 14,24            | 590 (2012)                        | 41                 |

### Composition à partir de 2015
Le nouveau canton de Pontarlier comprend dix communes entières.
| Nom                                | Code Insee | Intercommunalité       | Superficie (km2) | Population (dernière pop. légale) | Densité (hab./km2) | Modifier                                    |
| ---------------------------------- | ---------- | ---------------------- | ---------------- | --------------------------------- | ------------------ | ------------------------------------------- |
| Pontarlier (bureau centralisateur) | 25462      | CC du Grand Pontarlier | 41,35            | 17 928 (2022)                     | 434                | modifier les données · modifier les données |
| Chaffois                           | 25110      | CC du Grand Pontarlier | 16,25            | 1 032 (2022)                      | 64                 | modifier les données · modifier les données |
| La Cluse-et-Mijoux                 | 25157      | CC du Grand Pontarlier | 22,50            | 1 317 (2022)                      | 59                 | modifier les données · modifier les données |
| Dommartin                          | 25201      | CC du Grand Pontarlier | 6,39             | 819 (2022)                        | 128                | modifier les données · modifier les données |
| Doubs                              | 25204      | CC du Grand Pontarlier | 8,94             | 3 309 (2022)                      | 370                | modifier les données · modifier les données |
| Granges-Narboz                     | 25293      | CC du Grand Pontarlier | 16,22            | 1 355 (2022)                      | 84                 | modifier les données · modifier les données |
| Houtaud                            | 25309      | CC du Grand Pontarlier | 7,89             | 1 197 (2022)                      | 152                | modifier les données · modifier les données |
| Sainte-Colombe                     | 25515      | CC du Grand Pontarlier | 10,49            | 482 (2022)                        | 46                 | modifier les données · modifier les données |
| Verrières-de-Joux                  | 25609      | CC du Grand Pontarlier | 10,15            | 472 (2022)                        | 47                 | modifier les données · modifier les données |
| Vuillecin                          | 25634      | CC du Grand Pontarlier | 14,24            | 669 (2022)                        | 47                 | modifier les données · modifier les données |
| Canton de Pontarlier               | 2516       |                        | 154,42           | 28 580 (2022)                     | 185                | modifier les données                        |

## Démographie

### Démographie avant 2015
| 1962   | 1968   | 1975   | 1982   | 1990   | 1999   | 2006   | 2011   | 2012   |
| ------ | ------ | ------ | ------ | ------ | ------ | ------ | ------ | ------ |
| 22 287 | 23 370 | 25 710 | 26 658 | 28 929 | 30 993 | 33 095 | 34 056 | 33 993 |

### Démographie depuis 2015
En 2022, le canton comptait 28 580 habitants, en évolution de +5,95 % par rapport à 2016 (Doubs : +1,88 %, France hors Mayotte : +2,11 %).
| 2013   | 2018   | 2022   |
| ------ | ------ | ------ |
| 26 407 | 27 449 | 28 580 |